# Terrence Fede
Terrence Fede (Nyack, 19 novembre 1991) è un giocatore di football americano statunitense che gioca nel ruolo di defensive end per i Miami Dolphins della National Football League (NFL). Fu scelto nel corso del settimo giro (234º assoluto) del Draft NFL 2014. All'università giocò a football al Marist College.

## Carriera professionistica

### Miami Dolphins
Fede fu scelto nel corso del settimo giro del Draft 2014 dai Miami Dolphins. Debuttò come professionista subentrando nella gara della settimana 4 contro gli Oakland Raiders, mettendo a segno un tackle. Nella settimana 8 contro i Jacksonville Jaguars fece registrare il primo sack sul quarterback Blake Bortles. Nel penultimo turno contro i Vikings fu decisivo quando, sul punteggio di 35 pari, a 41 secondi dal termine bloccò un punt avversario che diede luogo alla safety della vittoria per 37-35. La sua prima stagione si chiuse con 10 tackle in 11 presenze.

## Statistiche
| Partite totali      | 11  |
| Partite da titolare | 0   |
| Tackle totali       | 10  |
| Sack fatti          | 1,0 |
| Intercetti          | 0   |

Statistiche aggiornate alla stagione 2014